# Peter Ratkoš
Peter Ratkoš (Vichodna, 1921. július 22. – Pozsony, 1987. szeptember 1.) szlovák történész, a második világháború utáni szlovák történészgeneráció fontos szervező tagja.

## Élete
Liptószentmiklóson, Rózsahegyen és Znióváralján félárvaként végezte iskoláit. 1941–1945 között a pozsonyi Szlovák Egyetemen végezte történelmi tanulmányait. 1945–1950 között a Történelmi Szeminárium tudományos asszisztense, 1948-ban a filozófia doktora lett. Magáévá tette a marxista ideológiát és ennek szellemében alkotott. 1948-ban kilépett a Kommunista Pártból, ezért nem folytathatta egyetemi oktatói munkáját. 1948–1949-ben Magyarországon folytatott kutatásokat, majd 1950-től a Szlovák Tudományos Akadémia Történeti Intézetében dolgozott tovább mint tudományos munkatárs. Káderlapja kommunista szempontból nem volt tiszta, ezért 1954-ben szigorú megrovásban részesült, de folytathatta munkáját. Ez az időszak azonban rossz hatással volt egészségére és munkabírására.
1985-ben amputálták a lábát, ami nagyban korlátozta a mozgásban.
A későbbiekben oktatói tevékenységet fejtett ki külső munkatársként a Comenius és más egyetemeken. Együttműködött a levéltáros szakmával és iratanyagmentésekben. Kutatás területe elsősorban a szlovákiai középkor teljes időszaka volt, sokat foglalkozott a nagymorva korszakkal, középkori bányászattörténettel, illetve a középkor népszerűsítésével.

## Művei
- 1947 Sv. Cyril a Metod - Počiatky kresťanstva u Slovákov. Bratislava
- 1950 Banskobystrické mediarske podniky za Bocskayho povstania. In: Historický sborník 8.
- 1951 Príspevok k dejinám banského práva a baníctva na Slovensku. Bratislava
- 1955 Historický miestopis Oravy. Bratislava. (tsz. Andrej Kavuljak)
- 1957 Dokumenty k baníckemu povstaniu na Slovensku (1525–1526)
- 1958 Husitské revolučné hnutie a Slovensko. In: Mezinárodní ohlas husitství, 27–50.
- 1960 Bratislavský hrad. Bratislava. (tsz.)
- 1963 Povstanie baníkov na Slovensku roku 1525-1526.
- 1965 O počiatkoch slovenských dejín (red.)
- 1965 Podmanenie Slovenska Maďarmi. In: O počiatkoch slovenských dejín
- 1965 Vznik mesta a hradu Kežmarok. Československý časopis historický 13/4
- 1972 Otázky vývoja slovenskej národnosti do začiatku 17. storočia. Historický časopis 20, 19–64
- 1974 Z prameňov našich dejín.
- 1977 Veľkomoravské legendy a povesti.
- 1978 Az ősi Nyitráról és környékéről szóló tanulmányhoz. Irodalmi Szemle, XXI/6, 559-568.
- 1978 Dejiny Žiaru nad Hronom.
- 1983 Anonymove Gesta Hungarorum a ich pramenná hodnota. Historický časopis 31, 825–870
- 1984 Kontinuita slovenského osídlenia v 9. -- 11. storočí. In: Historické štúdie XXVII/2, 83–92
- 1988/1990 Slovensko v dobe veľkomoravskej. Košice